# Paglieta
Paglieta é uma comuna italiana da região dos Abruzos, província de Chieti, com cerca de 4.384 habitantes. Estende-se por uma área de 34 km², tendo uma densidade populacional de 129 hab/km². Faz fronteira com Atessa, Casalbordino, Fossacesia, Lanciano, Mozzagrogna, Santa Maria Imbaro, Torino di Sangro.

## Demografia
| Variação demográfica do município entre 1861 e 2011                               |
|                                                                                   |
| Fonte: Istituto Nazionale di Statistica (ISTAT) - Elaboração gráfica da Wikipedia |